# Editorial Miñón S. A.
La editorial Miñón S. A. es una editorial radicada en Valladolid especializada en libros educativos.

## Historia
Nació en 1946. Desde 1955 editó un centenar de manuales de unas sesenta páginas y letra menuda en su colección Pequeña Enciclopedia Práctica, al precio de siete pesetas cada uno, no siempre sobre materias prácticas (jardinería, agricultura, mnemotecnia, aritmética, geometría, contabilidad, higiene, enfermería, ortografía, medicina, aparcería, cura de enfermedades como la tuberculosis, burocracia, leyes, cocina, conducción, ganadería, teneduría de libros, economía, redacción, albañilería...) sino sobre arte, historia, historia de la literatura, geografía e incluso astrología.
Entre sus grandes éxitos estuvo la famosa Enciclopedia Álvarez, una serie de libros de texto compendio de diversas asignaturas con curiosas ilustraciones de época en grabado, rigurosamente adaptadas a la ideología nacionalista y católica del franquismo desde 1954 a 1966 (anteriormente la editó la editorial Elma de Valladolid en 1952). Era obra de Antonio Álvarez Pérez (1921–2003), quien le dio nombre. Posteriormente Miñón amplió los libros con las tres versiones "Mi Cartilla", "El Parvulito" y los libros correspondientes a las enciclopedias de "Primer Grado", "Segundo Grado" y "Tercer Grado". También editó otra enciclopedia de "Iniciación Profesional" además de cuadernos de ejercicios y libros para uso del profesor.
La editorial llegó a copar el 80% del mercado de libros de textos en España y se estima en veintidós millones el número de libros vendidos. En 1973, fruto del acuerdo entre la Editorial Miñón de Valladolid y Mateu Cromo de Madrid, nacía la empresa vallisoletana Macrolibros. En sus inicios, Macrolibros se dedicaba a la producción de libros de texto de la citada editorial y sobre todo de la famosa Enciclopedia Álvarez de la que se hicieron millones de ejemplares. Con el paso de los años, y atendiendo a las necesidades del mercado, comenzó a producir todo tipo de libros dirigidos al mundo entero, comenzando su andadura como empresa exportadora en los años 80. Con el nombre de Editorial Miñón recibió el Premio Nacional de Literatura Infantil en 1980. Desde 2012, Macrolibros es propiedad del fondo Sherpa Capital, forma parte de Dédalo Grupo Gráfico y está integrada en Prisa.
En 2021 el grupo Sherpa vende Macrolibros a Manuel Torres, grupo Ceyde, sólo el negocio industrial quedándose Sherpa como dueña de los terrenos y locales con lo que llevan a cabo una descapitalización de la empresa a espaldas de los trabajadores y de los medios de comunicación.